# ブラジル文学アカデミー
ブラジル文学アカデミー（ポルトガル語: Academia Brasileira de Letras、ABL、ポルトガル語発音: [akadeˈmiɐ bɾaziˈlejɾɐ d(ʒ)i ˈletɾɐs] ( 音声ファイル)）とは、19世紀末にアカデミー・フランセーズの小説家と詩人40人のグループが奮起し創設したブラジル文学のための非営利団体。

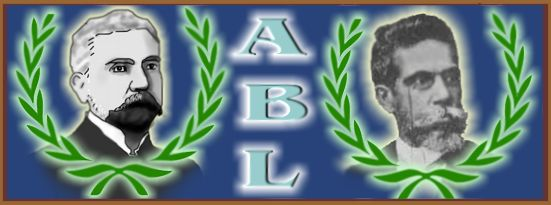
アカデミーの父ルシオ・デ・メンドンサ（左）と、初代理事マシャード・デ・アシス（右）。

## 略歴
初代理事マシャード・デ・アシスは、1896年12月15日に設立を宣言し、1897年1月28日に制定法が認可。同年7月20日にアカデミーは創設された。ブラジル文学アカデミーは創設に伴いブラジルの国語（ポルトガル語）が典拠になった。アカデミーはブラジルの国民達から選ばれ「名声不朽の人々」として知られた40人のメンバーによって構成され、彼らは文学的価値の高い著作を多く出版した。また、「名声不朽の人」の地位は受賞者の存命中に贈られた。新メンバー達は椅子が一つ空席になるとアカデミーメンバーの投票によって決められた。その椅子らは番号が割り振られ、初めの現職員の名が付けられた。アカデミー会員達はアカデミーの公式会議に参加する時、公式の催し用の（ファルダン（fardão）と呼ばれた）剣を携える仰々しい軍服を使用していた。軍政府と独裁政治時代の間、著述業に専心的な「選ばれるにふさわしいメンバー」達の中で行われるべきアカデミー選挙の中立性は、文学に些少の貢献もない元大統領ジェトゥリオ・ドルネレス・ヴァルガスを選任した時に危機に瀕した。この中で唯一の例外はブラジルの大統領で政治家のジョゼ・サルネイで彼は地方小説家としてれっきとした彼自身の多くの著書を出版した。そのほかにもアカデミーは1977年に5番の数字を持つ椅子をめぐり行われた選挙で小説家ラシェル・デ・ケイロスが革新的選出をされるまで完全男性職であったが現在は4名の女性メンバーがいる。（全体の1割）そのうえ彼女らの1人ネリダ・ピニョンは1996年から1997年で理事を務めた。
アカデミーは堅実な経営と1年で400万ドルを越える申し分のない収入のおかげで財政的には豊かである。アカデミーはリオの中心部に28階建ての高層ビルを持ち、そのビルを事務所スペースとして貸し与えたりしていて、それは経常収入の7割を占める。他のビルの賃貸収入は1917年に編集者フランシスコ・アルヴェスから遺贈されたものと金融投資からなるものである。この快適な環境は各アカデミー会員へ硬貨に似たデトン（Jeton）を払う事で与えられる。
ブラジル文学アカデミーは支持者達によって美しい新古典主義建築で建設され、小トリアノン宮殿と名づけられた。その名は1923年にフランス政府によって寄贈され、名づけられたものだ。その理由は、この建物はフランス・パリ近くにあるヴェルサイユの小トリアノン宮殿に似せて作られたからである。
近年、リオで最大の公共図書館の1つが蔵書9万と巨大なマルチメディアセンターをもって落成した。
また、アカデミーは毎年いくつかの文学賞を授与している。マシャード・デ・アシス賞（存命中に与えられる国内で最も権威ある賞）、他にも詩、フィクション、ドラマ、エッセイ、評論、文学史、児童文学のためのブラジル文学アカデミー賞がある。2005年には、アフォンソ・アリノ・デ・メロー・フランコ賞が同様に常設された。

## 創立時の後援者
1. アデリノ・フォントーラ
2. マヌエル・アントニオ・デ・アゼベード
3. アルトゥール・デ・オリヴェイラ
4. ホセ・バシリオ・ダ・ガマ
5. ベルナルド・ ギマランイス
6. カジミーロ・デ・アブレウ
7. カストロ・アルヴェス
8. クラウディオ・マヌエル・ダ・コスタ
9. ゴンサルヴェス・デ・マガリャンイス
10. エヴァリスト・ダ・ヴェイガ
11. ファグンデス・ヴァレーラ
12. ジョアキン・ジョセ・フランサ・ジュニオール
13. フランシスコ・オタヴィアーノ
14. フランクリン・ターヴォラ
15. アントニオ・ゴンサルヴェス・ディアス
16. グレゴリオ・デ・マトス
17. イポリト・ダ・コスタ
18. ジョアン・フランシスコ・リズボア
19. ジョアキン・カエターノ・ダ・シルヴァ
20. ジョアキン・マヌエル・デ・マセード
21. ジョアキン・セラ
22. ジョゼ・ボニファシオ・デ・アンドラーデ・エ・シルヴァ
23. ジョゼ・デ・アレンカール
24. ジュリオ・セーザ・リベイロ・ヴォーン
25. ジュンケイラ・フレイレ
26. ローリン・ラベロ
27. マシエル・モンテイロ
28. マヌエル・アントニオ・デ・アルメイダ
29. マーティンズ・ペーニャ
30. パーダル・マレット
31. ペドロ・ルイス
32. マヌエル・デ・アラウージョ・ポルト・アレーグレ
33. ラウル・ポンペイア
34. ソウサ・カルダス
35. タバレス・バストス
36. テオフィロ・ディアス
37. トマス・アントニオ・ゴンザーガ
38. トビアス・バレット・デ・メネゼス
39. フランシスコ・アドルフォ・デ・ファルンハーゲン
40. ヴィスコンデ・ド・リオ・ブランコ

## ブラジル文学アカデミーの歴代理事
- マシャード・デ・アシス（1897年－1908年）
- ルイ・バルボーザ（1908年－1919年）
- ドミシオ・ダ・ガマ（1919年－1919年）
- カルロス・デ・ラエト（1919年－1922年）
- アフラニオ・ペイショト（1922年－1923年）
- メディロス・エ・アルバカーキ（1923年－1923年）
- アフラニオ・ペイショト（2度目）（1923年－1924年）
- アフォンソ・セルソ（1925年－1925年）
- コエーリョ・ネト（1926年－1926年）
- ロドリーゴ・オタービオ（1927年－1927年）
- アウグスト・デ・リマ（1928年－1928年）
- フェルナンド・マガリャンイス（1929年－1929年）
- アロイシオ・デ・カストロ（1930年－1930年）
- フェルナンド・マガリャンイス（2度目）（1931年－1932年）
- グスターヴォ・バローゾ（1932年－1933年）
- ラミズ・ガルボン（1933年－1934年）
- アフォンソ・セルソ（2度目）（1935年－1935年）
- ラウデリノ・フレイレ（1936年－1936年）
- アタウルフォ・デ・パイヴァ（1937年－1937年）
- クラウディオ・デ・ソウザ（1938年－1938年）
- アントニオ・アウストレジェジロ（1939年－1939年）
- セレソ・ヴィエイラ（1940年－1940年）
- レヴィ・カルネイロ（1941年－1941年）
- マセド・ソラレス（1942年－1943年）
- ムシオ・レオン（1944年－1944年）
- ペドロ・カルモン（1945年－1945年）
- クラウディオ・デ・ソウサ（1946年－1946年）
- ジョアン・ネヴィス・ダ・フォントーラ（1947年－1947年）
- アデマール・タバレス（1948年－1948年）
- ミゲル・オソリオ・デ・アルメイダ（1949年－1949年）
- グスターヴォ・バローゾ（2度目）（1950年－1950年）
- アロイシオ・デ・カストロ（2度目）（1951年－1951年）
- アニーバル・フレイレ・ダ・フォンセカ（1952年－1952年）
- バルボーザ・リマ・ソブリーニョ（1953年－1954年）
- ロドリゴ・オタヴィオ・フィーリョ（1955年－1955年）
- ペレグリーノ・ジュニオール（1956年－1957年）
- エルマノ・カルディム（1958年－1958年）
- アウストレジェジロ・デ・アタイデ（1959年－1993年）
- アブガル・ルノー（1993年－1993年）
- ジョズエ・モンテッロ（1993年－1995年）
- アントニオ・ホウアイス（1995年－1996年）
- ネリダ・ピニョン（1996年－1997年）
- アルナルド ニスキエル（1997年－1999年）
- タルチジオ・パジーリャ（2000年－2002年）
- アルベルト・ダ・コスタ・エ・シルヴァ（2002年－2004年）
- アイヴァン・ジュンケイラ（2004年－）

## 現在の会員
1. アナ・マリア・マシャード
2. タルチジオ・パジーリャ（理事・2000年－2002年）
3. カルロス・エイトル・コニー
4. カルロス・ネジャル
5. ジョゼ・ムリロ・デ・カルヴァーリョ
6. シセロ・サンドロニ
7. ネルソン・ペレイラ・ドス・サントス
8. アントニオ・オリュントス
9. アルベルト・ダ・コスタ・エ・シルヴァ（理事・2002年－2004年）
10. レド・イーヴォ
11. エリオ・ジャガリベ
12. アルフレッド・ボシ
13. セルジオ・パウロ・ルアネット
14. セルソ・ラフェール
15. フェルディナンド・バストス・デ・アビラ
16. リギア・ファグンデス・テレス
17. アフォンソ・アリノス・デ・M・フランコ
18. アルナルド ニスキエル（理事・1997年－1999年）
19. アントニオ・カルロス・セキン
20. ムリロ・メロ・フィーリョ
21. パウロ・コエーリョ
22. イーヴォ・ピタンギ
23. ゼリア・ガッタイ
24. サバト・マガルディ
25. アルベルト・ヴェナンシオ・フィーリョ
26. マルコス・ヴィニシオス・ロドリゲス・ヴィラサ
27. エドゥアルド・ポルテラ
28. ドミシオ・プロエンカ・フィーリョ
29. ジョゼ・ミンドリン
30. ネリダ・ピニョン（理事・1996年－1997年）
31. モアシル・シリアル
32. アリアーノ・スアスーナ
33. エヴァニルド・ベシャラ
34. ジョアン・ウバルド・リベイロ
35. カンヂード・アントニオ・メンデス・デ・アルメイダ
36. ジョアン・デ・スカンチンブルゴ
37. イヴァン・ジュンケイラ（理事・2004年－）
38. ジョゼ・サルネイ
39. マルコ・マシエル
40. エヴァリスト・デ・モラエス・フィーリョ
41. 池田大作(在外会員)

## その他の名声不朽の人々
- ジョルジェ・アマード
- ジョゼ・ギリェルメ・メルクイオル（英語版）
- トビアス・バレット・デ・メネセス（英語版）